# Циркулешть
Циркулешть, Циркулешті (рум. Țârculești) — село у повіті Горж в Румунії. Входить до складу комуни Денешть.
Село розташоване на відстані 224 км на захід від Бухареста, 13 км на південний схід від Тиргу-Жіу, 76 км на північний захід від Крайови.

## Населення
За даними перепису населення 2002 року у селі проживали 247 осіб, усі — румуни. Усі жителі села рідною мовою назвали румунську.